# Paråkning i konståkning vid olympiska vinterspelen 2010
Tävlingarna i paråkning hölls under de olympiska vinterspelen 2010 i Pacific Coliseum i Vancouver den 14 februari (korta programmet) och 15 februari (fria programmet) 2010. Paret Shen Xue och Zhao Hongbo från Kina vann guldmedaljen med nya världsrekord i det korta programmet och totalt. Silvermedaljörerna Pang Qing och Tong Jian, även de från Kina, slog världsrekordet i det fria programmet. Bronset gick till Aliona Savchenko och Robin Szolkowy från Tyskland.

## Resultat
| Placering | Damens namn         | Herrens namn        | Land           | Totalt    | KP       | FP        |
| --------- | ------------------- | ------------------- | -------------- | --------- | -------- | --------- |
| 1         | Shen Xue            | Zhao Hongbo         | Kina           | 216,57 VR | 76,66 VR | 139,91    |
| 2         | Pang Qing           | Tong Jian           | Kina           | 213,31    | 71,50    | 141,81 VR |
| 3         | Aliona Savchenko    | Robin Szolkowy      | Tyskland       | 210,60    | 75,96    | 134,64    |
| 4         | Yuko Kavaguti       | Alexandr Smirnov    | Ryssland       | 194,77    | 74,16    | 120,61    |
| 5         | Zhang Dan           | Zhang Hao           | Kina           | 194,34    | 71,28    | 123,06    |
| 6         | Jessica Dubé        | Bryce Davison       | Kanada         | 187,11    | 65,36    | 121,75    |
| 7         | Maria Muchortova    | Maksim Trankov      | Ryssland       | 185,79    | 63,44    | 122,35    |
| 8         | Tetiana Volosozjar  | Stanislav Morozov   | Ukraina        | 181,78    | 62,14    | 119,64    |
| 9         | Anabelle Langlois   | Cody Hay            | Kanada         | 179,97    | 64,20    | 115,77    |
| 10        | Amanda Evora        | Mark Ladwig         | USA            | 171,92    | 57,86    | 114,06    |
| 11        | Vera Bazarova       | Yurij Larionov      | Ryssland       | 163,50    | 56,54    | 106,96    |
| 12        | Nicole Della Monica | Yannick Kocon       | Italien        | 161,60    | 56,82    | 104,78    |
| 13        | Caydee Denney       | Jeremy Barrett      | USA            | 158,33    | 53,26    | 105,07    |
| 14        | Vanessa James       | Yannick Bonheur     | Frankrike      | 145,10    | 51,16    | 93,94     |
| 15        | Anaïs Morand        | Antoine Dorsaz      | Schweiz        | 144,42    | 55,34    | 89,08     |
| 16        | Stacey Kemp         | David King          | Storbritannien | 139,94    | 48,28    | 91,66     |
| 17        | Maylin Hausch       | Daniel Wende        | Tyskland       | 138,74    | 45,46    | 93,28     |
| 18        | Joanna Sulej        | Mateusz Chruściński | Polen          | 125,82    | 39,30    | 86,52     |
| 19        | Maria Sergejeva     | Ilja Glebov         | Estland        | 124,90    | 42,18    | 82,72     |
| 20        | Kateryna Kostenko   | Roman Talan         | Ukraina        | 120,98    | 39,54    | 81,44     |